# Castel Castagna
Castel Castagna är en ort och kommun i provinsen Teramo i regionen Abruzzo i Italien. Kommunen hade 471 invånare (2018).